# Ifa

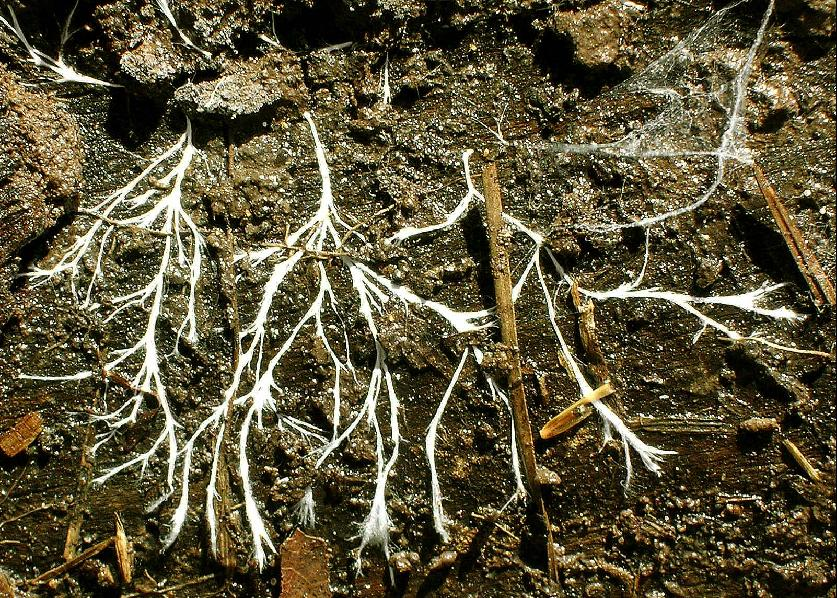
Ife

Con il termine ife (dal greco antico ὑφή?, huphḗ, "tela, tessuto") si indicano i filamenti unicellulari o pluricellulari, uninucleati o polinucleati di forma cilindrica allungati, che disposti uno sull'altro formano il micelio, ovvero il corpo vegetativo dei funghi.

## Descrizione
Nella maggior parte delle specie di fungo le cellule che costituiscono le ife sono separate da un setto forato (ife settate) che permette il passaggio degli organuli cellulari in particolari condizioni. Le ife vengono considerate come insieme di cellule, ma una singola ifa non può essere considerata una cellula perché al suo interno potrebbero non esserci il nucleo o organelli fondamentali.
Alcune specie, in particolare quelle appartenenti alle divisioni Chytridiomycota e Zygomycota, presentano le ife formate da un'unica cellula con più nuclei e sono dette ife cenocitiche.

### Sistema ifale

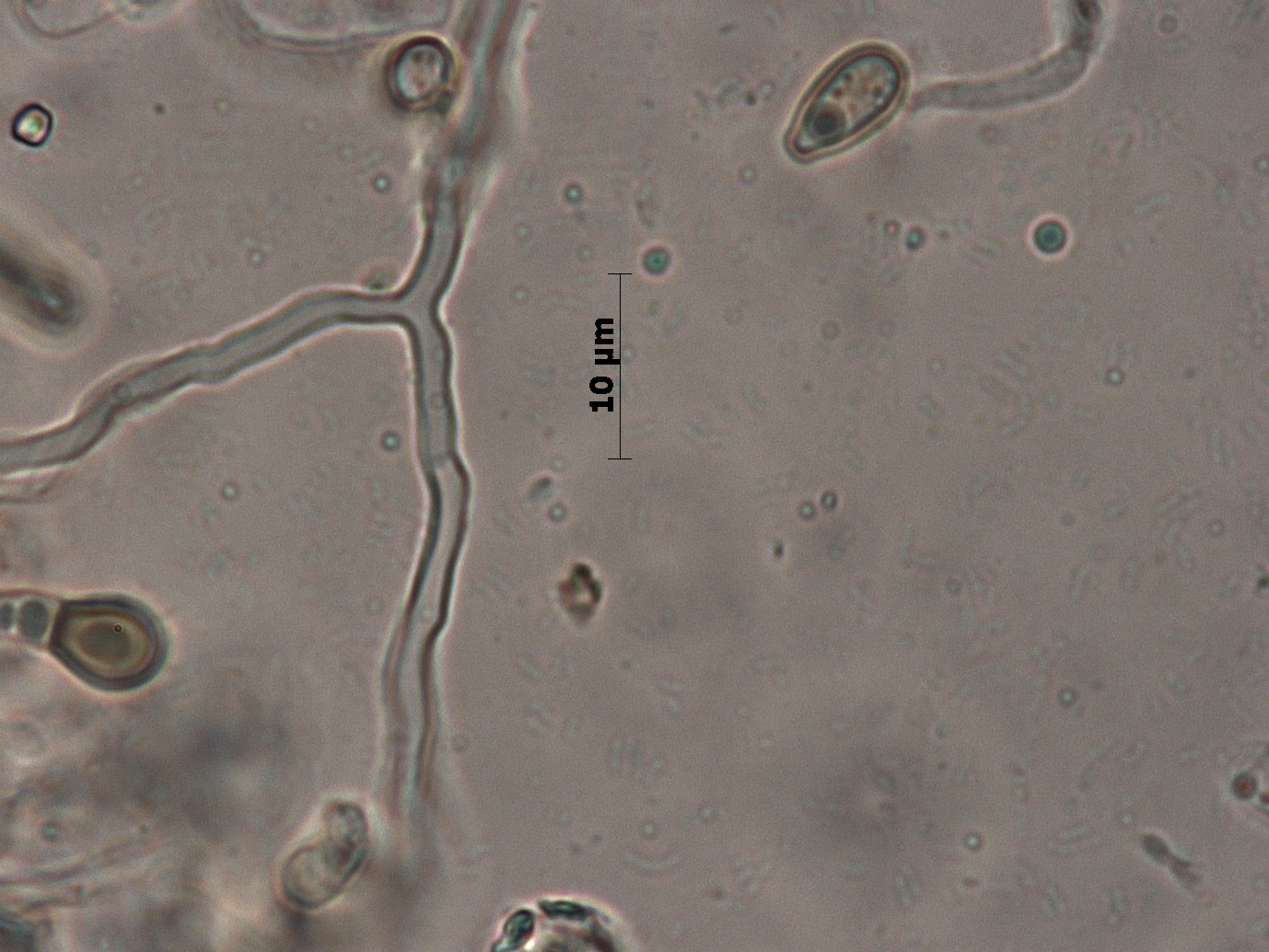
Ifa generativa biforcata, con parete sottile

I sistemi ifali possono essere distinti in tre tipi principali, a seconda del tipi di ife che li compongono: 
1. Sistema monomitico: è fatto da ife di un solo tipo, dette ife generatrici, che hanno pareti sottili e costituiscono sia la parte fertile del fungo (imenio) che le altre sue strutture.
2. Sistema dimitico: oltre alle ife generatrici (o ife strutturali), sono presenti anche ife scheletriche, che hanno funzione di sostegno e non riproduttiva, con parete spessa e andamento in genere rettilineo.
3. Sistema trimitico: oltre alle precedenti, sono presenti anche ife connettive, che hanno spesse pareti cellulari, spesso ramificate e con andamento sinuoso, e che collegano tra di loro le ife scheletriche.

## Organi derivati
Le ife in molte specie hanno subito una modificazione o si sono organizzate dando origine ad organi specializzati.
In alcune specie, in condizioni ambientali sfavorevoli, le cellule che costituiscono le ife ispessiscono la loro parete trasformandosi in spore con funzione di sopravvivenza. Le spore di questo particolare tipo, che si formano per disarticolazione delle ife, vengono chiamate clamidospore.
Le rizomorfe sono formate dall'unione in fasci di ife in alcuni casi avvolte in un mantello. Pur non essendo strutture specializzate quanto le radici delle piante superiori, svolgono prevalentemente funzione di ancoraggio e assorbimento di sostanze nutritive.
Altra differenziazione è data dagli sclerozi costituiti da un intreccio piuttosto fitto e consistente di ife, a volte di dimensione ragguardevole.